# 第二次リンカーンの戦い
第二次リンカーンの戦いは、第一次バロン戦争中である1217年3月20日、リンカーン城で起こった戦い。将来のフランス王ルイ8世（この当時は王太子）の軍と、イングランド王ヘンリー3世の勢力が激突した。ルイ軍はペンブルック伯ウィリアム・マーシャルの率いる援軍の攻撃を受けた。フランス軍を率いるド・ラ・ペルシュ伯爵はこの戦いで戦死し、これがルイの大敗北と、軍がイングランド南東部への撤退を余儀なくされる原因となった。この後引き続いて起こった略奪は「リンカーン市場（Lincoln Fair）」と呼ばれている。リンカーン市民はルイに忠誠を誓っていたため、ヘンリー軍によって都市が略奪された。

## 背景
1216年、イングランド王位の継承について、フランス王太子ルイがロンドンに入り、イングランド王となったことを宣言すると、第一次バロン戦争は新たな局面を迎えることになった。ルイはジョン王に造反するイングランド諸侯らの支持を得ることになった。だが、戦争の半ば、ジョン王が死去すると彼の8歳の息子であるヘンリー3世が戴冠することになった。ジョン王の死によって、多くの諸侯が鞍替えし、ヘンリーのためにルイと戦いたいと考えるようになった。ヘンリー王の摂政であり、高名な騎士にして馬上槍試合の名手であるウィリアム・マーシャルは王の命令を実行する権力があった。マーシャルはイングランドの貴族すべてに対し、ニューアークに集まるように招集を掛けた。およそ400人の騎士、250人の石弓の使い手、さらに多くの騎兵および歩兵が参列することになった。この兵らは王太子ルイの兵によるリンカーンに対する包囲攻撃を打ち破るために行進していったのである。

## 戦場
中世のリンカーンは、近くにあったノルマン城とその中心が古代の城郭都市のつくりになっていて、ローマ人が建築した2本の主要な公道であるアーミン通り（en:Ermine Street）とフォッシー通り（en:Fosse Way）の交差点にまたがるかたちになっていた。これらの道路は長い間、イングランドにおいて商取引および政府の中心であり、要衝であった。これより150年前、ウィリアム征服王はローマ軍の野営地のあった丘の上にリンカーン城を建築するように命令をしている。
戦いが起きた1217年、リンカーン市はルイ軍によって占拠されていたが、城はなお無傷であった。ヘンリー王の駐屯地はド・ラ・ペルシュ伯爵率いるルイ軍の攻撃を防衛する重要な砦として防戦を続けていた。

## 戦況
ストウ市から数マイルほど南西にリンカーンがあり、マーシャル軍はここから行進した。出陣がペルシュ伯爵に知られてしまい、彼の騎士たちは敵軍の強さについて議論をしたが、マーシャル軍の勢力は比較的小さいと予想した者達は、攻撃的な作戦を提案した。すなわち、マーシャル軍はリンカーン市の城門に到達する前に野営地がある丘の上の開けた場所で戦おう、というのである。一方で、マーシャル軍が大規模なものであり危険だと予想した者達は、より防衛的な案を提案した。すなわち、マーシャル軍が城門に到達するのを遅らせつつ、包囲攻撃も継続し、城を占拠して優位な立場を得ようというのである。意見の衝突は長く続かず、結局は防衛的な案が採用されることになった。
マーシャル軍は、城に最も近い城壁のある区画である、北門に進んだ。マーシャル軍の石弓部隊を率いる傭兵・ファルケ・ド・ブレント（en:Falkes de Breauté）の襲撃により、門を開かせた。ペルシェ伯爵の軍はこれに対応せず、城への包囲攻撃を続けていたという。
北門がマーシャル軍の主力によって確保されると、ブレントの石弓部隊が建物の屋根の上に陣取り、高所を押さえてしまった。高所からの石弓による一斉射撃は、速やかに敵軍を殺していき、ペルシュ軍に損害と混乱をもたらした。ペルシュ伯爵は降伏を勧告されたけれど、包囲作戦を崩壊させたからと死ぬまで戦うのであった。ルイ軍のうち、捕虜とされなかった者達は南の門からリンカーンから逃げてロンドンに向かった。戦闘終了まで、およそ6時間ほどを要した。

## その後
リンカーン市は王太子ルイに忠誠を誓っていたという理由で勝者のマーシャル軍による略奪を受けたが、後にこの事件は湾曲的に「リンカーン市場（Lincoln Fair）」と呼ばれるようになった。リンカーンより南の地域では、リンカーンとロンドンの間に住んでいた住民達が南にあるロンドンに逃げ込もうとするフランス兵を待ち伏せして殺した。
第二次リンカーンの戦いは第一次バロン戦争を終わらせた。ヘンリー3世に敵対し、王太子ルイを支持し、ルイ軍への補給や組織化・指揮を助けていた諸侯（Baron）達の多くはリンカーンで捕虜とされてしまったのである。戦いによって、フランスによるイングランド王位への危機は取り除かれた。王太子ルイとその軍隊はイングランドを放棄し、イギリス海峡を越えてフランスに帰還した。